# Franz von Holzhausen
Franz von Holzhausen (Simsbury, Connecticut, Estados Unidos, 10 de mayo de 1968) es un diseñador de automóviles.
Actualmente es el Diseñador Jefe y Director Creativo de Tesla Motors. Diseñó el Tesla Model S, el Tesla Model X  el Tesla Model 3, el Tesla Model Y, el Tesla Roadster 2020, el Tesla Semi y el Tesla Cybertruck.

## Historia
Entre 1986 y 1988 estudió Diseño Industrial en la Universidad de Siracusa, Nueva York, Estados Unidos.
Se graduó en el Art Center College of Design de California donde estudió entre 1988 y 1992.

### Volkswagen
Entre junio de 1992 y enero de 2000 trabajó en  el Volkswagen Design Center de California donde fue asistente del Jefe de Diseño y estuvo involucrado en los proyectos Concept One y Microbus.

### General Motors

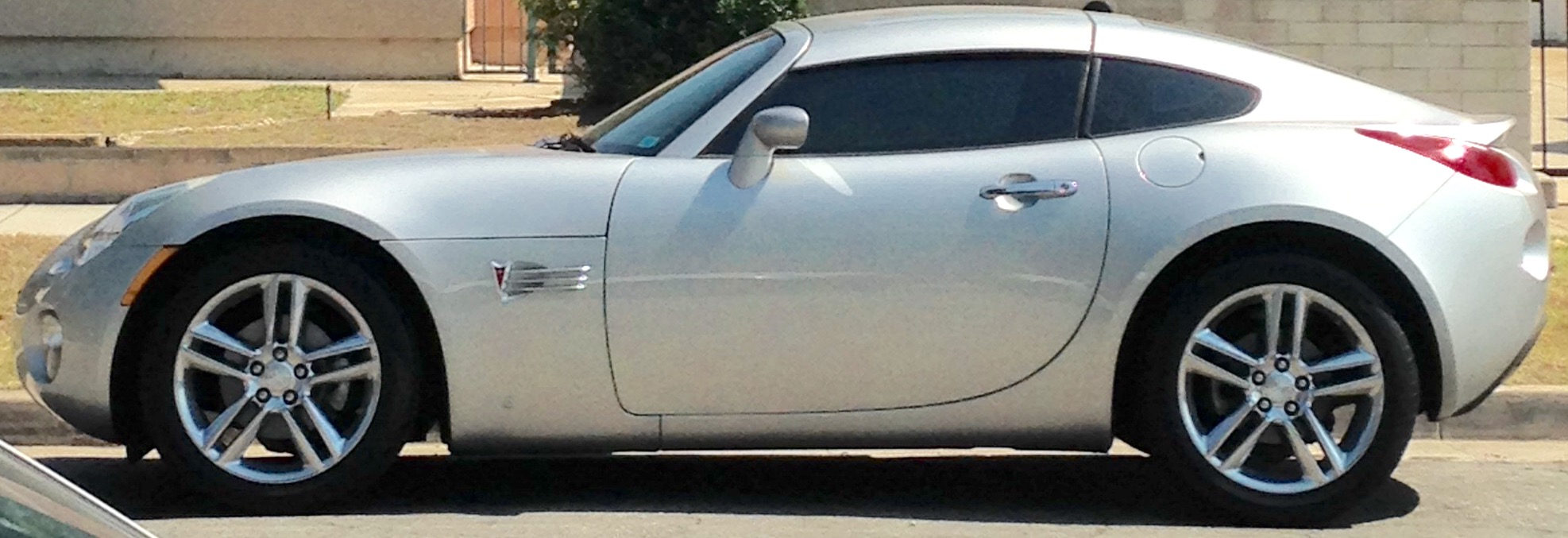
Pontiac Solstice

Entre 2000 y 2005 trabajó en General Motors donde diseñó el Pontiac Solstice, el Chevvy SS y el Saturn Sky.

### Mazda

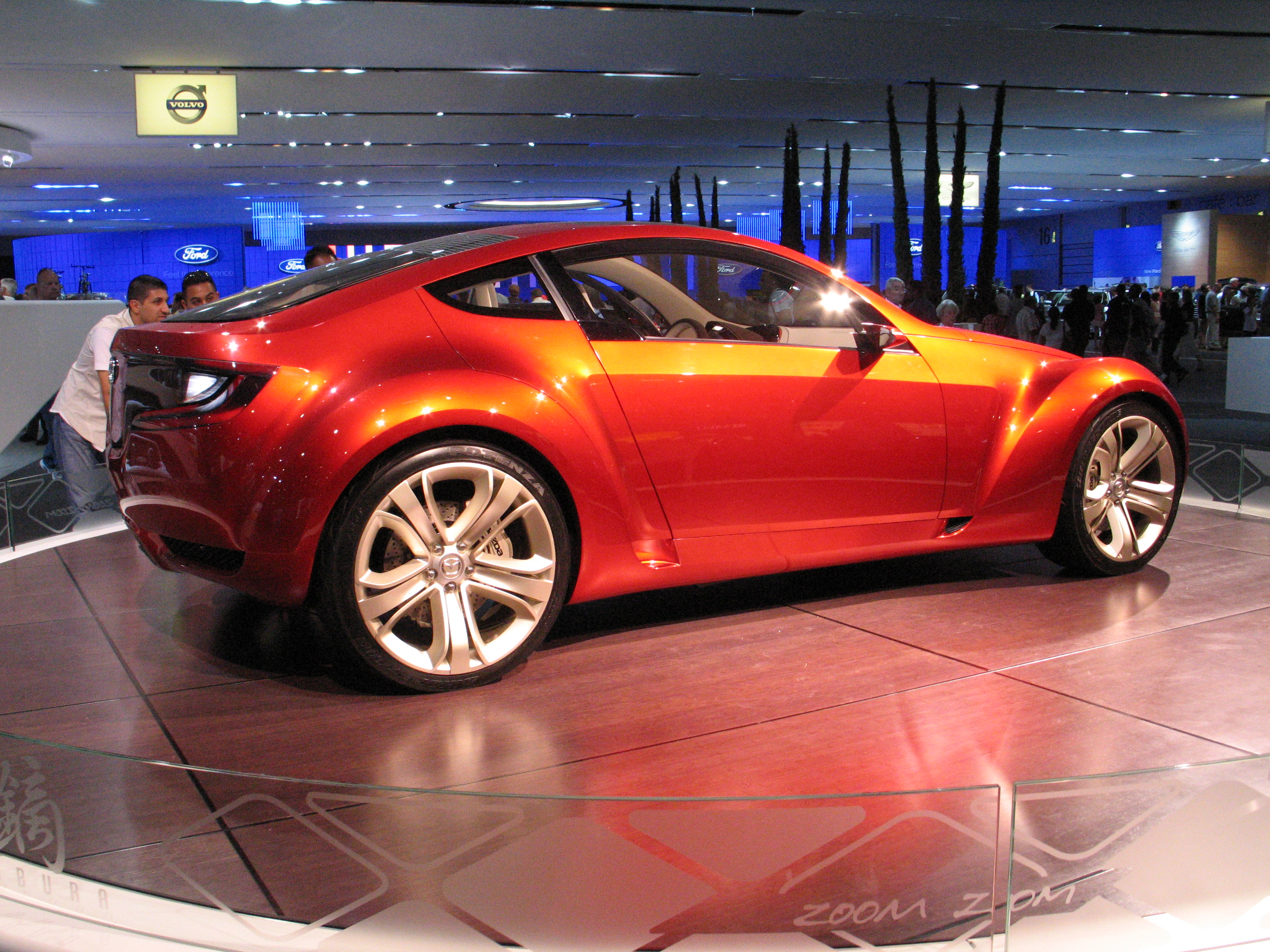
Mazda Kabura en 2006

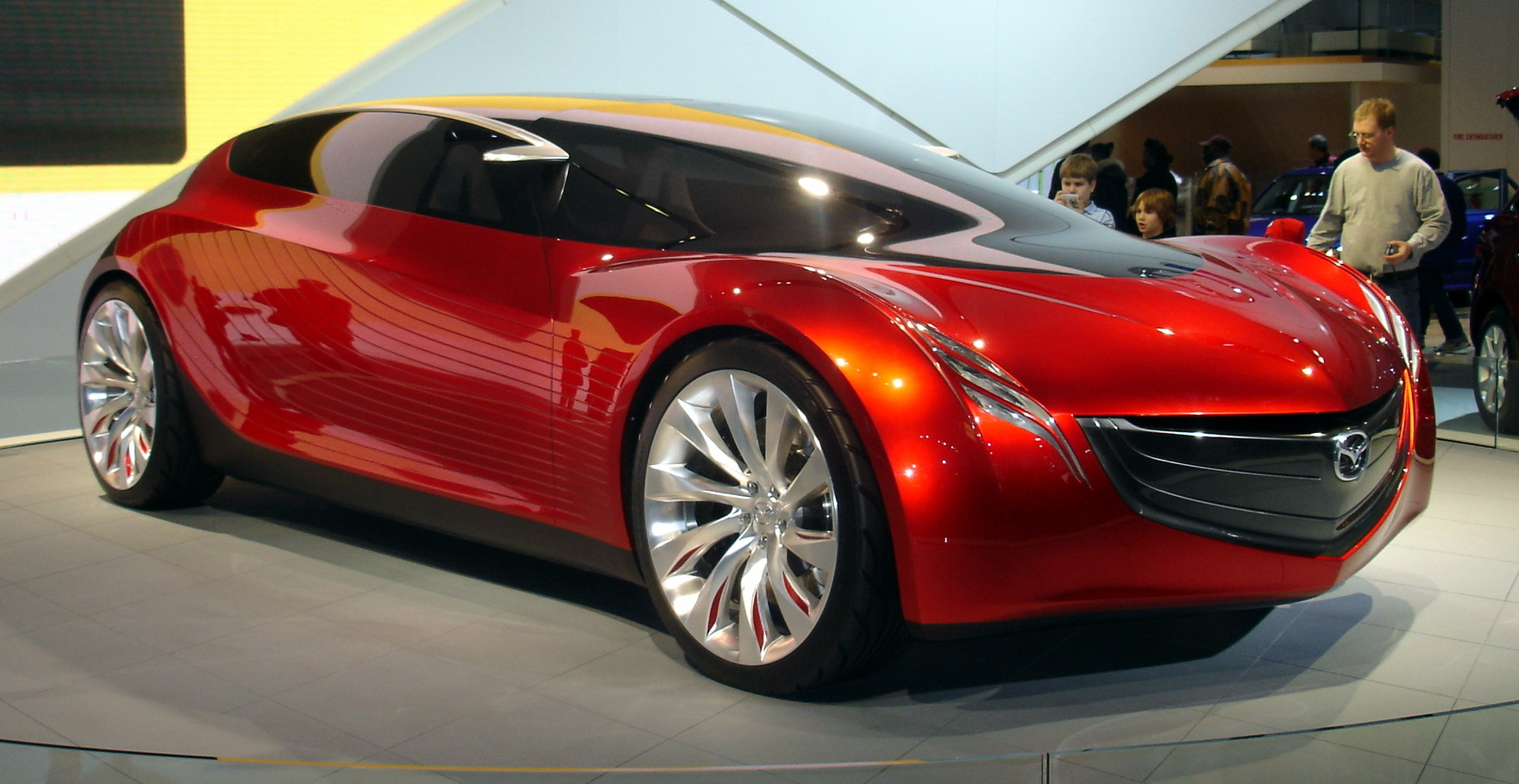
Concept car Mazda Ryuga en 2007

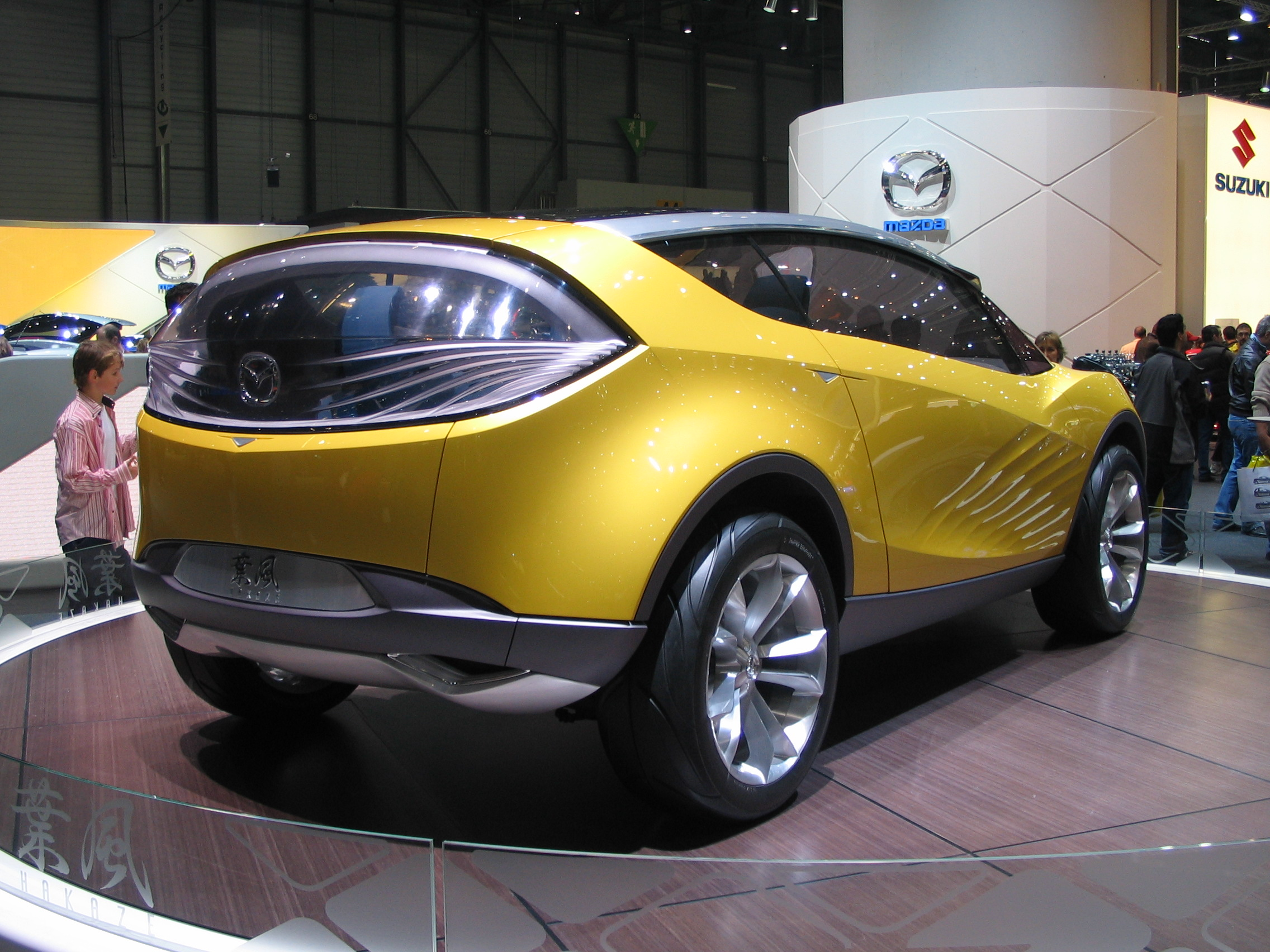
Concept car Mazda Hakaze en 2007

El 21 de febrero de 2005 entró a trabajar en Mazda y diseñó y supervisó todos los prototipos y vehículos de serie para Mazda North America. Diseñó el prototipo Mazda Kabura. También trabajó en los prototipos Nagare (cuyo padre fue Laurens Vandenacker, y que ilustraba paneles con formas de onda en sus laterales) y Furai y tuvo un papel fundamental en la creación del Ryuga, del Hakaze (desarrollado por Peter Birtwhistle en Oberursel, Alemania, y en el que algunos elementos de diseño comunes a toda la gama de concept cars fueron incorporados por la influencia del Furai, Nagare y Ryuga) y del Taiki.
El 31 de julio de 2008 dejó Mazda North American Operations para incorporarse a Tesla Motors.

### Tesla Motors
Como Jefe de Diseño (Chief Designer), es responsable de la dirección de diseño en Tesla con el objetivo de alcanzar la máxima calidad de diseño en los prototipos y vehículos de producción.

#### Model S

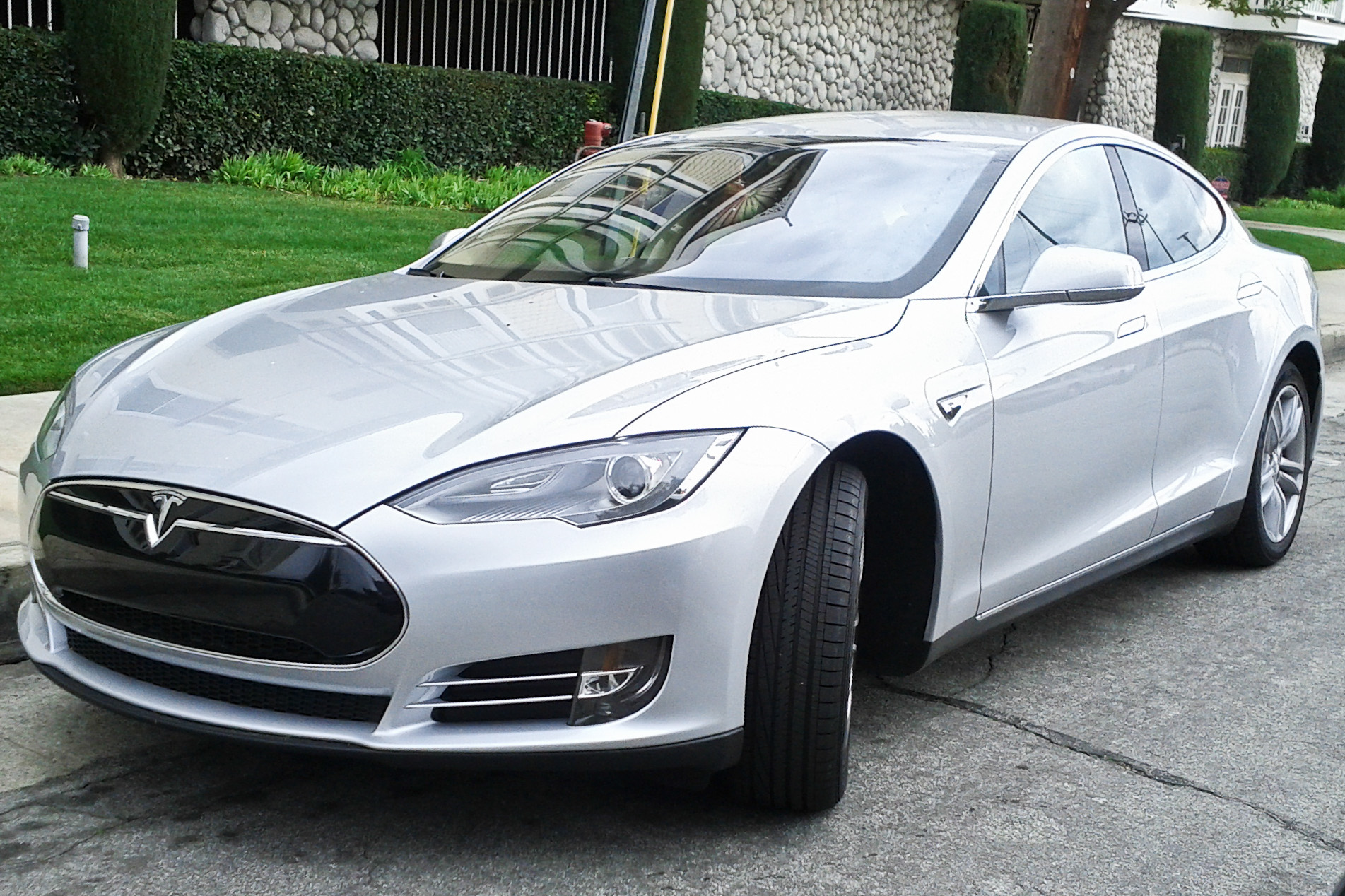
Tesla Model S

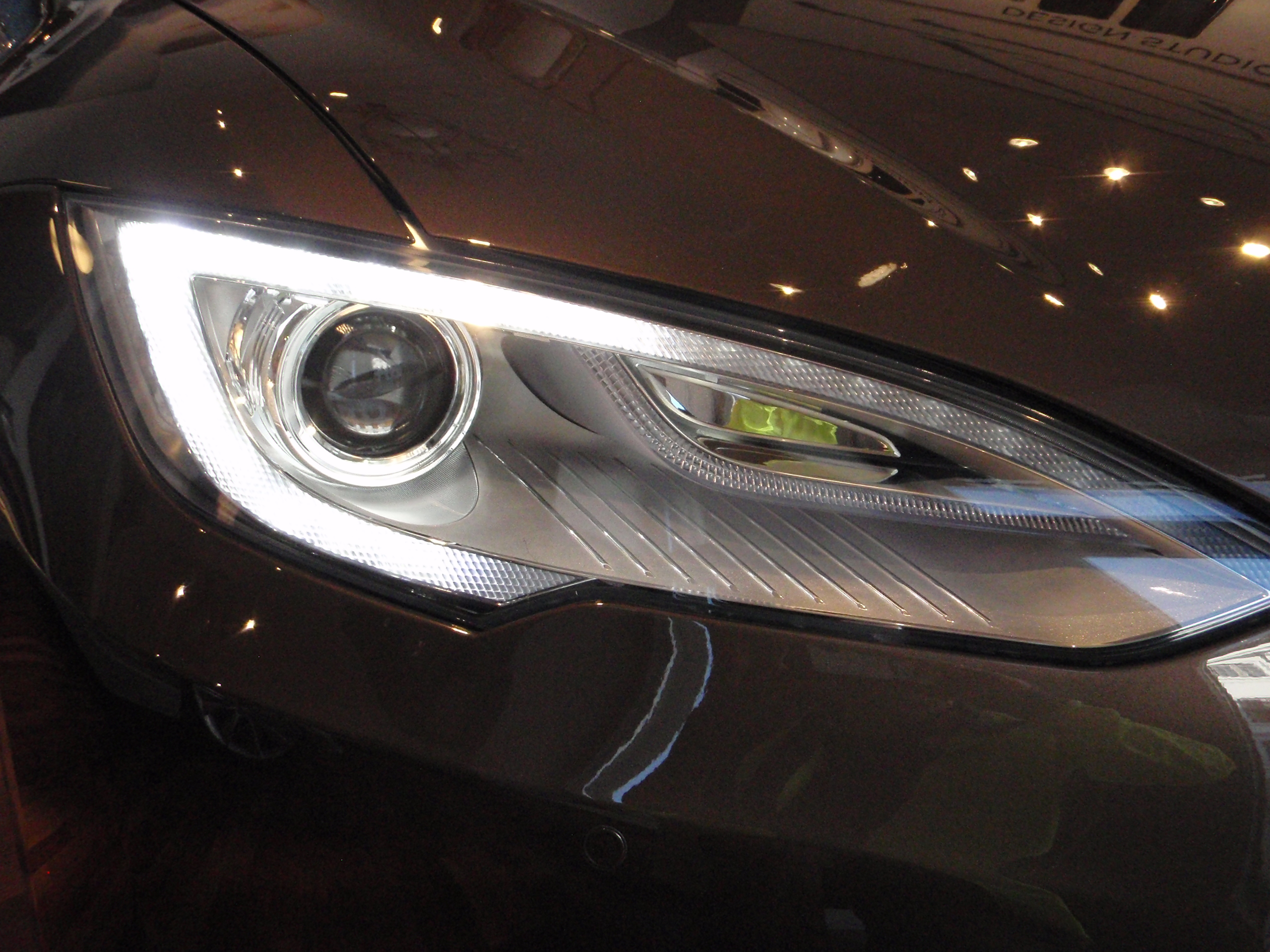
Faro de Tesla Model S

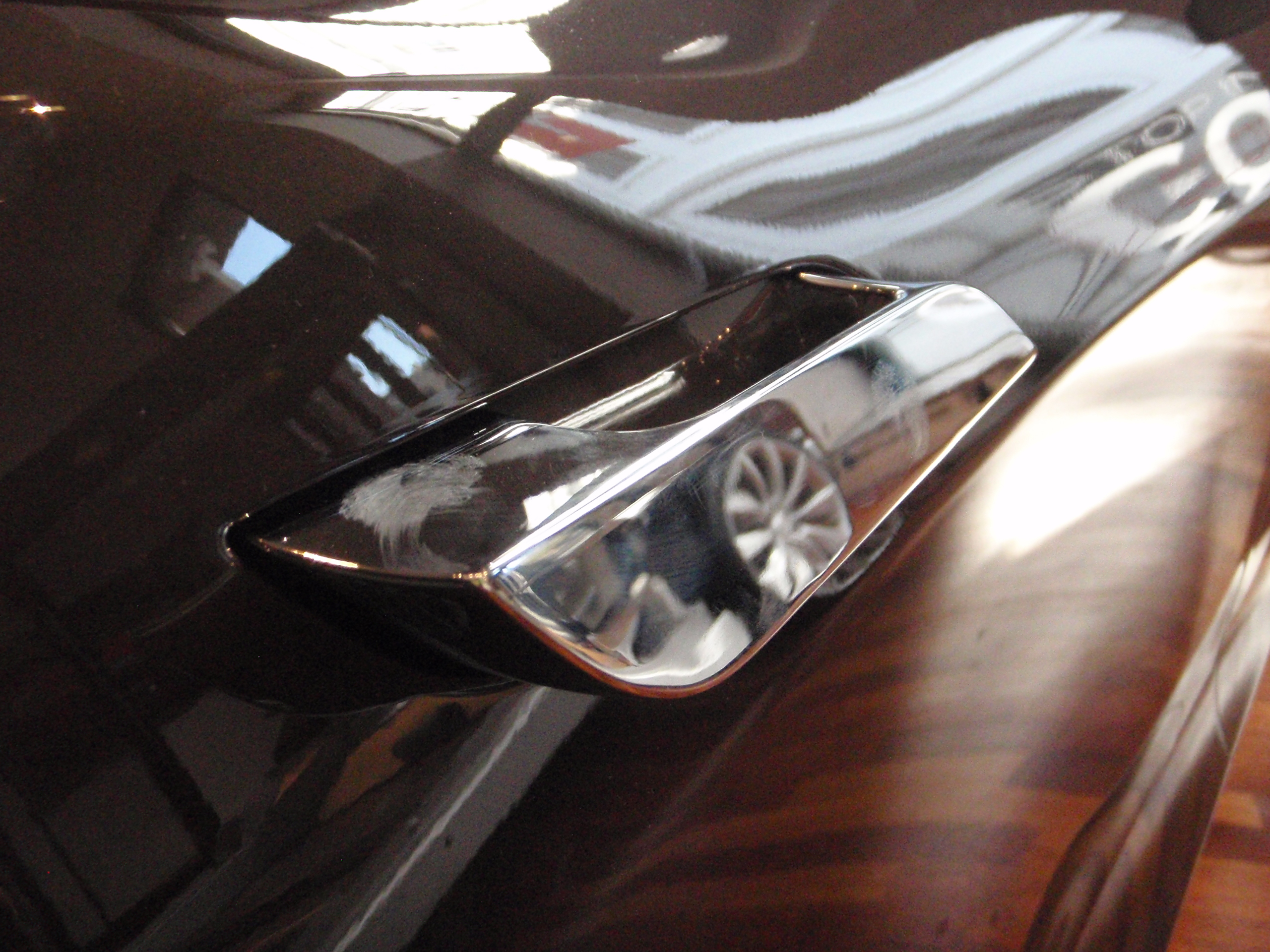
Tirador de puerta retráctil

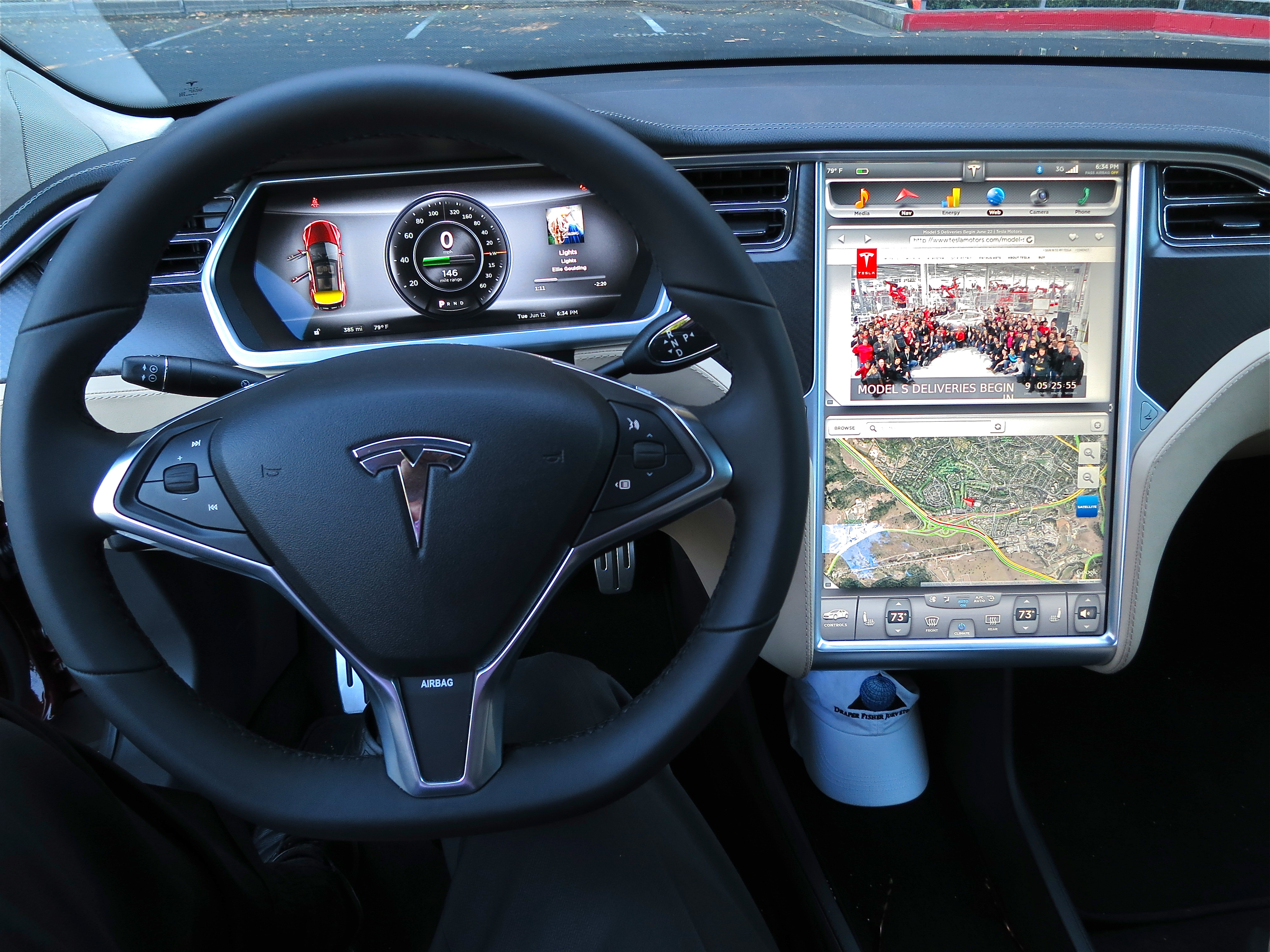
Pantallas digitales

Con un equipo de 11 diseñadores en un rincón de la factoría de cohetes SpaceX, propiedad de Elon Musk (director ejecutivo de Tesla Motors), diseñó el sedán eléctrico de lujo Tesla Model S en 8 meses.
La sencillez del motor le permitió una mayor funcionalidad debido al espacio extra para los ocupantes. Esto le dejó mayor libertad para el diseño. El vehículo puede acomodar 5 adultos, 2 niños y gran cantidad de equipaje.
El coeficiente aerodinámico del Model S es de 0,24.  Este es el menor de los coches de serie fabricados en 2012.
Los tiradores de apertura de puerta son retráctiles.
El centro de gravedad con dos ocupantes está a 445 mm del suelo. Esta posición tan baja es similar al centro de gravedad del superdeportivo Ford GT.
El paquete de baterías tiene 10 cm de grueso y está bajo el suelo.
En el diseño del vehículo fue prioritaria la protección de los ocupantes y la seguridad en general.
Las pruebas independientes de la National Highway Traffic Safety Administration (NHTSA) reportaron 5 estrellas de seguridad en conjunto y cada subcategoría sin excepción. Sólo el 1% de los vehículos probados por la NHTSA obtienen 5 estrellas en todas las categorías.
De todos los vehículos a la venta en Estados Unidos probados por la NHTSA el Model S obtuvo una nueva marca por la menor probabilidad de heridas a los ocupantes.
El Model S tiene la ventaja de en el morro no tiene ningún motor de gasolina. Esto crea una amplia zona de deformación en caso de choque frontal que absorbe mucha energía.
El riesgo de vuelco fue un 50% menor que en los siguientes vehículos con 5 estrellas. Durante las pruebas independientes el Model S no pudo ser volcado usando los métodos normales y se tuvieron que crear medios especiales para inducir el vuelco. La razón es que el paquete de baterías está en el suelo por lo que el centro de gravedad es muy bajo, lo que le proporciona una gran seguridad y maniobrabilidad. El riesgo de vuelco fue del 5,7%.
Dispone de una pantalla primaria totalmente digital LCD de 12.3 pulgadas (312 mm) con gráficos en 3D que pueden ser configurados por el usuario. Está gestionada por un módulo NVIDIA Tegra. Puede mostrar la velocidad, consumo de energía, nivel de carga, autonomía, marcha activada, selección musical, selección de radio, mapa de navegación y otras.
Tiene otra pantalla secundaria vertical multitáctil capacitiva de 17 pulgadas (430 mm) con sistema operativo basado en Linux que además de controlar múltiples funciones del vehículo proporciona conectividad a internet a través de wifi o telefonía móvil. La pantalla está gestionada por NVIDIA Tegra Visual Computing Module (VCM), que es una plataforma de computación con capacidades multimedia de gran eficiencia energética. La línea superior muestra símbolos del estado actual y proporciona atajos para Carga, Homelink, Perfiles de conductor, Información del vehículo y Bluetooth. La segunda línea da acceso a aplicaciones como Medios, Navegación (por Google Maps), Energía, Web, Cámara y Teléfono. La parte central de la pantalla puede mostrar hasta 2 aplicaciones a la vez. La parte inferior da acceso a los controles del vehículo como luces, cierre de puertas y climatización.
Las entregas del Tesla Model S comenzaron el 22 de junio de 2012.
Todos los Tesla Model S superan en aceleración a muchos coches con motor de combustión interna. Con el modelo P85D (Dual Motor) Tesla se propuso superar las prestaciones de uno de los grandes superdeportivos de todos los tiempos, el McLaren F1. Con un motor eléctrico trasero de 476 CV y otro delantero de 224, que suman una potencia combinada de 511 CV, que le permite acelerar de 0 a 98 km/h en 3,1 segundos (0 a 100 km/h en 3,3 segundos).
Esto convirtió al Tesla Model S P85D en el coche de serie de cinco puertas con la aceleración más rápida del mundo en 2015, mientras seguía siendo uno de los coches más eficientes del planeta.
El Model S P90D equipa el "Ludicrous Mode" (modo ridículo), una actualización en el inversor que permite aumentar el amperaje y así aumentar la potencia de la planta motriz, y una batería de 90 kWh. El P90D acelera de 0 a 100 km/h en 3 segundos e incrementa su autonomía un 5% respecto a la versión P85D.
El 23 de agosto de 2016 Tesla presentó el Model S P100D, con una batería de 100 kWh tiene una autonomía de 507 km EPA y acelera de 0 a 100 km/h en 2,6 segundos. Por ello, el P100D se convirtió en el coche de producción más rápido del mundo en aceleración.

#### Model X

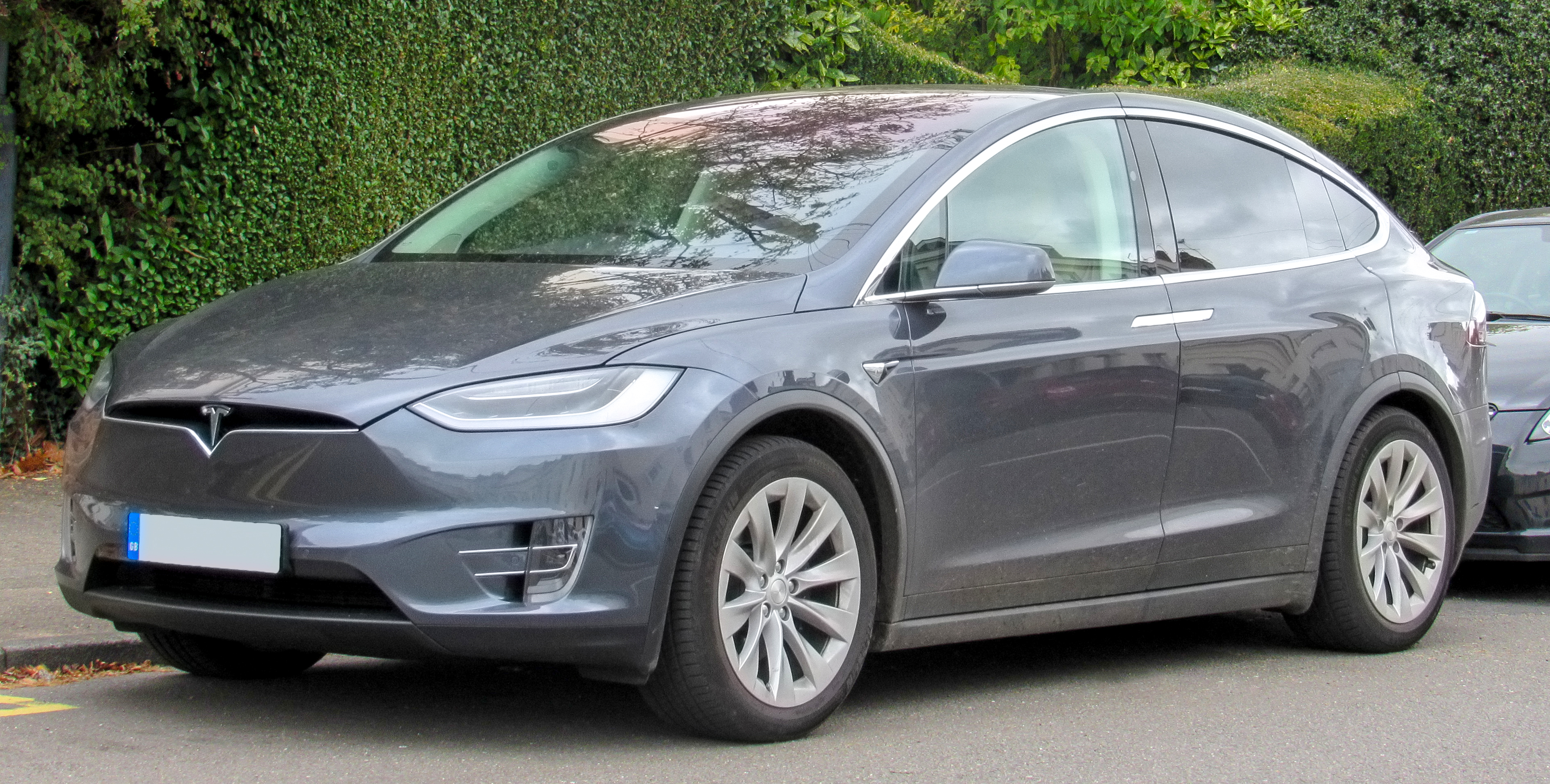
Tesla Model X.

Diseñó el Tesla Model X que comenzó las entregas en septiembre de 2015.
El Model X es una mezcla de monovolumen y SUV (Sport Utility Vehicle) con capacidad para 7 adultos.
Las puertas traseras son del tipo gaviota y se abren hacia arriba. Esto permite una mejor accesibilidad a las plazas traseras.
El paquete de baterías es plano y está bajo el suelo. La capacidad de la batería es de 60 kWh o de 85 kWh .
Equipa dos motores eléctricos proporcionando una tracción total All-Wheel Drive sin conexión mecánica entre los dos motores.
El coeficiente aerodinámico de 0,24 era en 2015 el más bajo entre los SUV de serie, siendo un 20% menor que el siguiente SUV con mejor aerodinámica. Dispone de un alerón trasero (spoiler) que se despliega para optimizar la eficiencia en carretera y la estabilidad.

#### Model 3

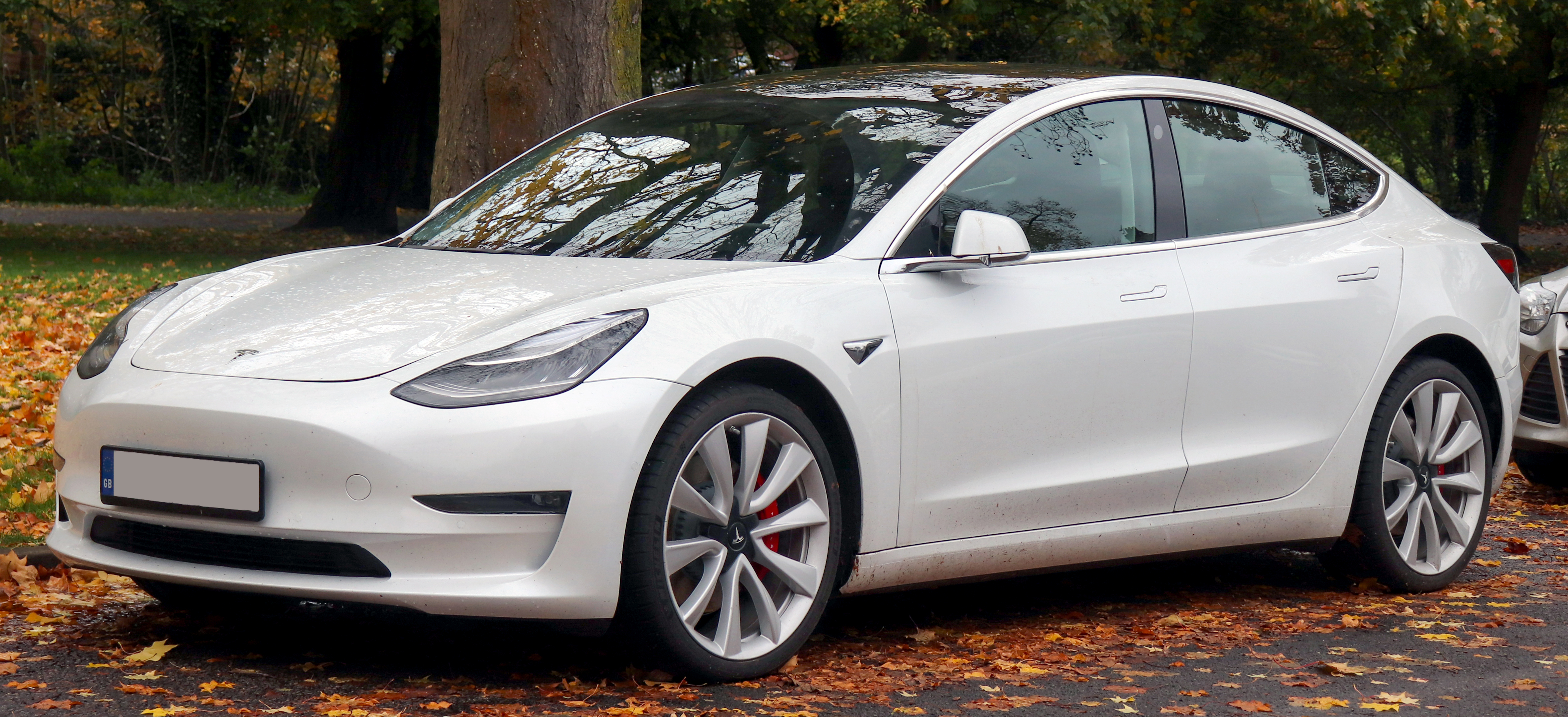
Tesla Model 3

El Tesla Model 3 es un automóvil eléctrico sedán de cinco plazas. La presentación mundial se hizo el 31 de marzo de 2016 y las primeras 30 entregas se efectuaron el 28 de julio de 2017.
Tiene una autonomía EPA entre 354 km y 499 km y una aceleración de 0 a 100 km/h entre 3,4 y 5,6 segundos según versiones. La versión Performance tiene una autonomía de 499 km según EPA. Tiene dos motores, uno en cada eje, que le proporcionan tracción total y una potencia combinada de 379 kW (515 CV). Acelera de 0 a 100 km/h en 3,4 segundos. La velocidad máxima es de 260 km/h.
En 2018 el Tesla Model 3 fue el coche premium más vendido en Estados Unidos y en 2019 fue el séptimo coche más vendido en Estados Unidos.
De serie dispone del hardware para la función de conducción asistida Autopilot y todas las funciones de seguridad activa asociadas.
Puede llevar cinco pasajeros con comodidad. Tendrá un maletero detrás y otro menor delante (frunk) con una capacidad de carga superior a cualquier otro turismo de sus medidas exteriores. Puede alojar en el interior una tabla de surf de 210 cm.
Con los asientos traseros abatidos puede llevar una bicicleta.
La carrocería es de 4 puertas sedán y dado que el techo panorámico de cristal es fijo la boca del maletero queda reducida.
El techo de cristal panorámico continuo le proporciona más espacio sobre la cabeza y una sensación de apertura al exterior.
No tiene un cuadro de instrumentos frente al conductor. Dispone en el centro del salpicadero de una pantalla táctil de 15 pulgadas (380 mm) apaisada (horizontal) donde se presentan todas las informaciones del cuadro de instrumentos, climatización, radio, teléfono, internet y navegación.
El coeficiente aerodinámico es de 0,23. Es inferior al del Model S con 0,24, que en su lanzamiento ya era el más bajo de un coche de serie.
Está fabricado con acero en su mayor parte y tiene algunas piezas de aluminio.
Las manillas de las puertas quedan al nivel de la carrocería y basta pulsar sobre la manilla con el dedo para que salga para afuera.
En el interior las puertas no tienen tiradores de apertura y en su lugar tienen botones.
En octubre de 2018 Tesla afirmó que el Tesla Model 3 obtuvo la menor probabilidad de heridas a los ocupantes en un choque. En segundo lugar estaba el Tesla Model S y en tercer lugar el Tesla Model X.
Obtuvo las máximas calificaciones en las pruebas de choque de NHTSA, Euro NCAP, ANCAP y IIHS.

#### Tesla Model Y

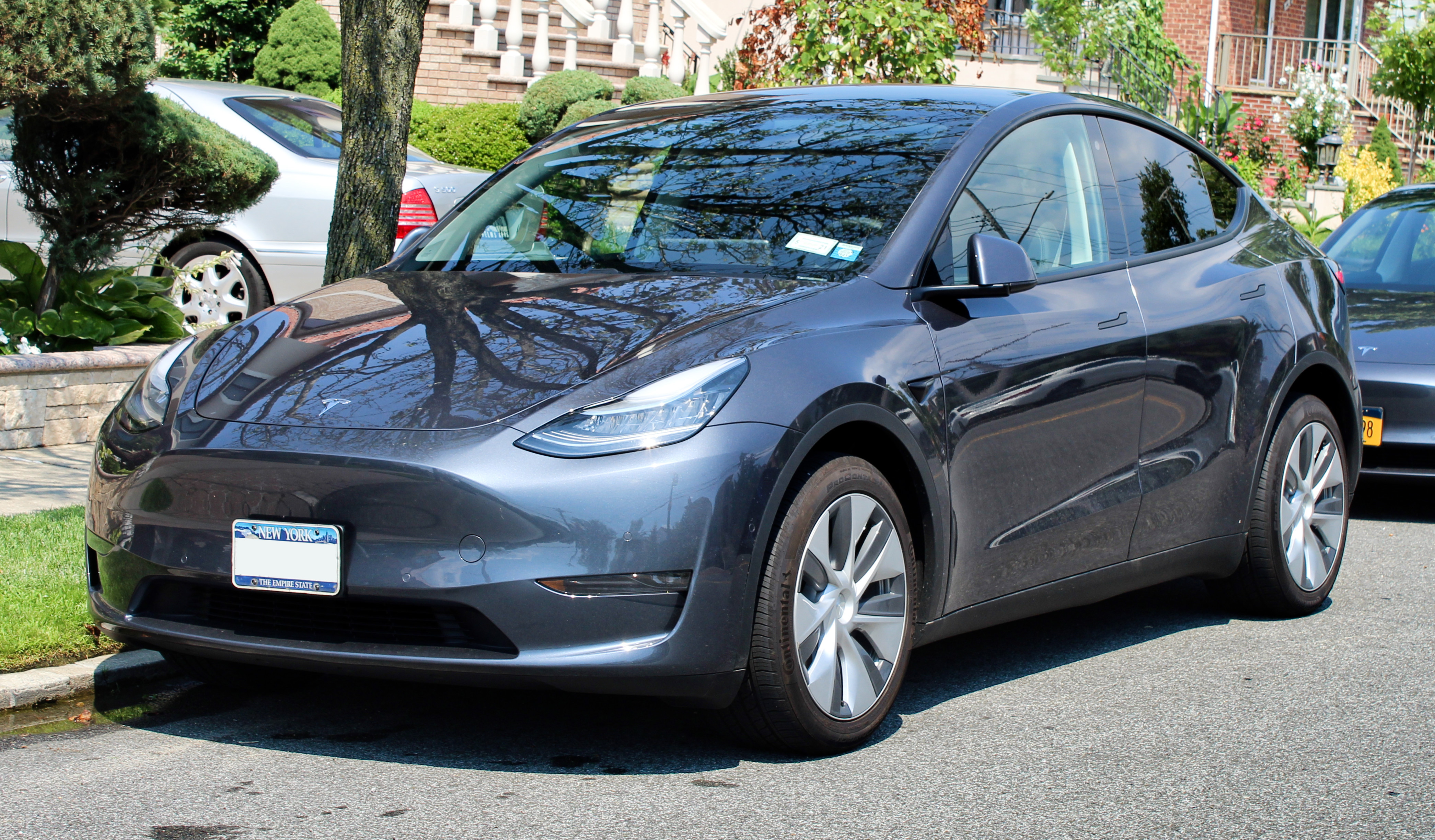
Tesla Model Y

El Tesla Model Y es un crossover eléctrico compacto (SUV) desarrollado por Tesla Inc. Fue presentado el 14 de marzo de 2019.
Dispone de 5 a 7 plazas. Tiene uno o dos motores eléctricos y puede contar con tracción a las cuatro ruedas AWD.
La aceleración de 0 a 100 km/h se efectua entre 3,7 segundos y 6,3 segundos. La velocidad punta va de 193 km/h a 241 km/h.
Tiene una autonomía de 370 km (Standard Range) a 483 km (Long Range) según el ciclo EPA.
Guarda un gran parecido con el Tesla Model 3 con el que comparte un 75% de las piezas. El coeficiente aerodinámico de 0,23 es igual que en el Tesla Model 3.

#### Tesla Semi

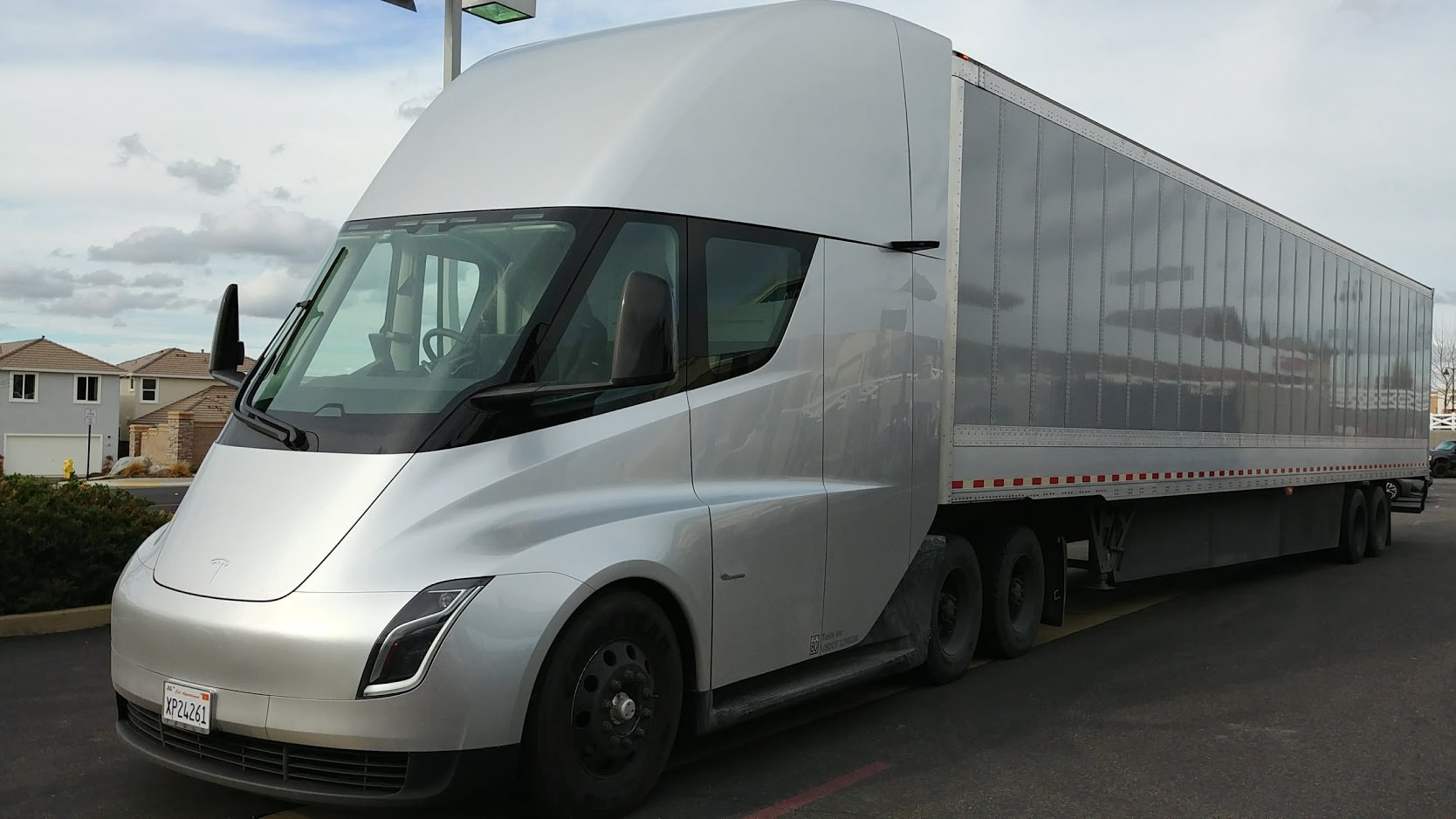
Tesla Semi

El Tesla Semi es un camión eléctrico fabricado por Tesla Motors. Presentado en noviembre de 2017 se prevé que las primeras entregas se realicen en 2020.
Dispone de una autonomía de 483 km a 805 km según versiones y podrá recargar en 30 minutos hasta el 80% de la batería en un Tesla Megacharger  o en cualquier enchufe.
Los precios van de 150 000 USD a 180 000 USD.
Sin carga acelera de 0 a 97 km/h en 5 segundos y con una carga de 36 287 kg lo hace en 20 segundos.
Esto es más del doble de rápido que un camión diésel.
Puede mantener una velocidad de 105 km/h subiendo cargado una pendiente del 5% mientras que un camión diésel sólo puede mantener 72 km/h.
Para mayor seguridad tiene un parabrisas a prueba de impactos. Elon Musk afirmó que en Estados Unidos cada camión cambia el parabrisas una vez al año ya que no está permitida la circulación con grietas o fisuras.
Dispone de un sistema de control de estabilidad para evitar la tijera del tráiler con la cabeza tractora.
Las baterías están situadas en el suelo por lo que tiene un centro de gravedad muy bajo reduciendo el riesgo de vuelco.
Dispone de serie del sistema Autopilot con Frenada de Emergencia Automática, Mantenimiento de carril automático, Aviso de salida de carril y Aviso de colisión frontal.
El camión Tesla tiene un coeficiente aerodinámico Cd de 0,36 frente a 0,65-0,70 de un camión convencional. El coche superdeportivo Bugatti Chiron de 2 millones de USD tiene un Cd de 0,38.
La posición de conducción es central y dispone de dos grandes pantallas redundantes de 15 pulgadas donde se le muestra toda la información del vehículo, navegación, ruta y sistema de gestión de flotas. El acceso a la cabina es muy sencillo con dos peldaños y dentro de la cabina se puede estar de pie ya que tiene una altura de 208 cm.

#### Tesla Roadster 2020

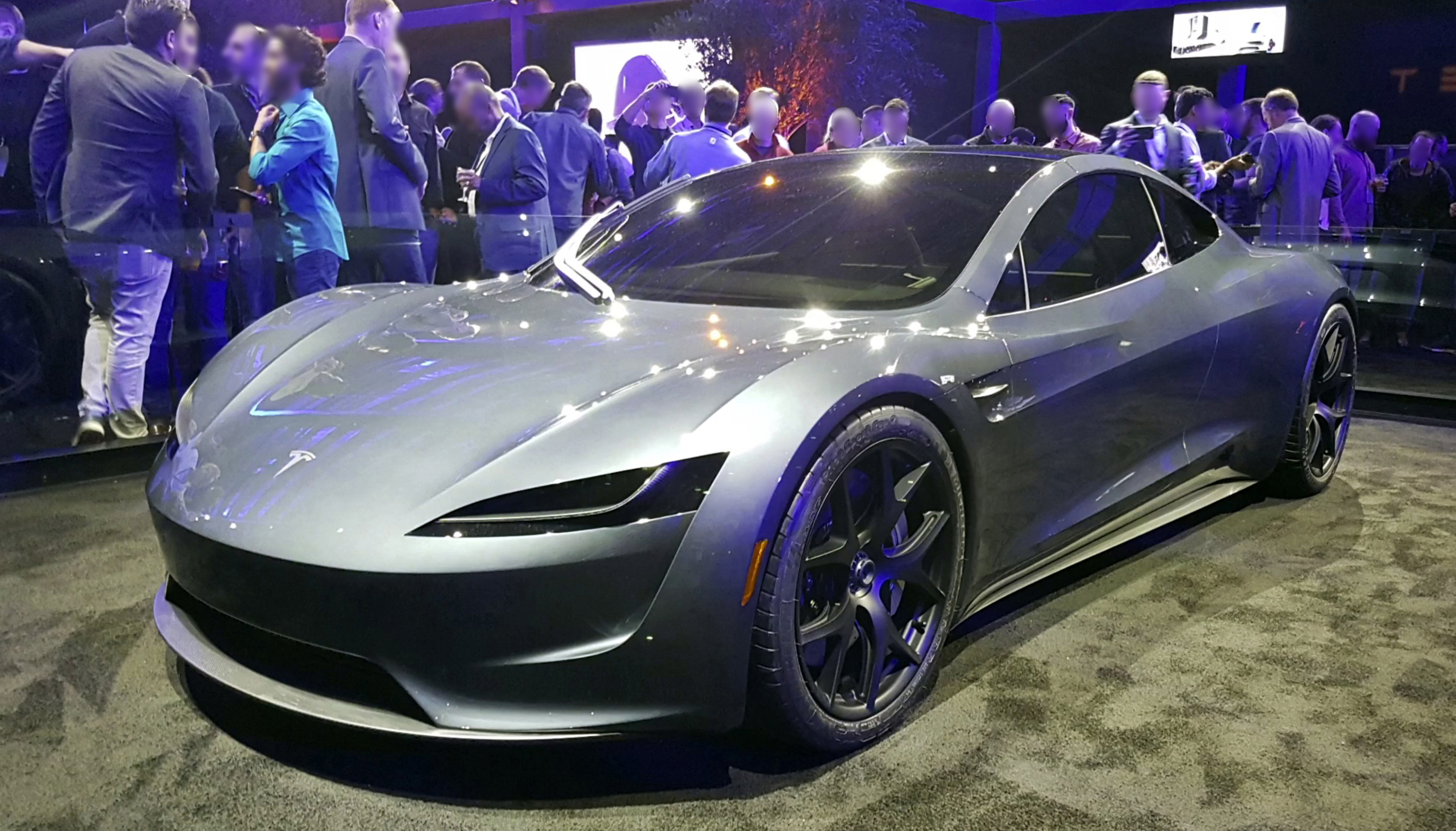
Tesla Roadster 2020.

El Tesla Roadster 2020 es un superdeportivo eléctrico con cuatro plazas desarrollado y fabricado por Tesla Motors que esta previsto comercializarse a partir de 2020.Tiene una velocidad punta de más de 400 km/h.
Acelera de 0-60 mph (0-97 km/h) en 1,9 segundos y de 0-100 mph (0-161 km/h) en 4,2 segundos.
Recorre un cuarto de milla (402 m) en 8,9 segundos.
Dispone de tres motores eléctricos, uno delantero y dos traseros, que le proporcionan tracción total.
Un par máximo de 10 000 N·m en rueda.
Dispone de una batería de 200 kWh que le proporciona una autonomía de 1000 km. Será el primer coche eléctrico de serie con dicha autonomía.
La batería está situada en el suelo del vehículo y esto le proporciona un centro de gravedad muy bajo.

#### Tesla Cybertruck

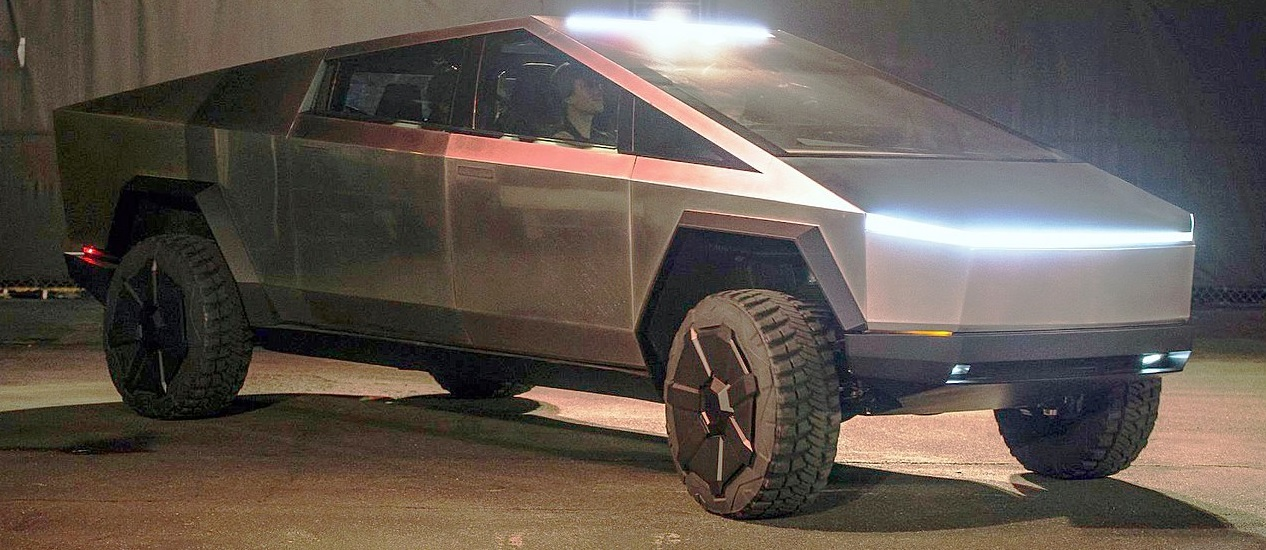
Tesla Cybertruck.

El Tesla Cybertruck es un vehículo comercial ligero eléctrico de 4 puertas y 6 plazas del fabricante estadounidense Tesla Motors presentado en noviembre de 2019. Se anunciaron tres versiones con autonomías de 400 a 800 km y aceleraciones de 0 a 100 km/h entre 2,9 y 6,5 segundos.
El objetivo de Tesla con el desarrollo del Cybertruck es proporcionar un sustituto sostenible para los 6500 pickups que se venden cada día en Estados Unidos.
El precio base de la versión de tracción trasera será de 39 900 USD y los modelos con tracción a las cuatro ruedas comenzarán a partir de 49 900 USD.
El inicio de ventas está previsto para finales de 2021.
El Cybertruck fue presentado en el Tesla Design Studio en Los Angeles el 21 de noviembre de 2019. Durante la presentación Musk demostró la dureza del vehículo y sus materiales. Franz von Holzhausen golpeó con un martillo de construcción la puerta del Cybertruck sin producir daños.
Tras unas exitosas pruebas de caídas de bolas de acero sobre cristal Holzhausen lanzó una bola de acero a la ventanilla del conductor y rompió el cristal. Repitió el lanzamiento a la ventanilla trasera y también rompió el cristal sin atravesarlo en ninguno de los casos. Musk comentó que la bola no había atravesado el cristal y que lo corregirían más adelante.
Más tarde Elon Musk explicó que los cristales se habían dañado porque el impacto del martillo había rajado la base del cristal.

## Intereses
Sus intereses principales son el diseño, la arquitectura y la moda.
En su tiempo libre le gusta la bicicleta, navegar a vela y el snowboarding.
Tiene una modesta colección de coches.

## Videos
Conferencia de Franz von Holzhausen sobre la necesidad de los vehículos eléctricos. Presentación del Telsa Model S. AutoDeskUniversity, ed. (8 de diciembre de 2010). AU 2010 Keynote: More Than Electric / Franz von Holzhausen. Consultado el 21 de julio de 2012.
Presentación del Telsa Model S. TeslaMotors, ed. (15 de febrero de 2010). 2012 - The Year of Model S. Consultado el 21 de julio de 2012.
Entrevista a Franz von Holzhausen en la presentación del Telsa Model X. CELEBScom, ed. (13 de febrero de 2012). Tesla Motors Chief Designer Franz von Holzhausen at the launch of the X. Consultado el 21 de julio de 2012.
Entrevista a Franz von Holzhausen. ZeroFossilFuel, ed. (29 de abril de 2009). #166 - Franz von Holzhausen Interview re: Tesla Model S @NYC debut party. Consultado el 21 de julio de 2012.